# Umm Nidal
Maryam Mohammad Yousif Farhat (àrab: مريم محمد يوسف فرحات, Maryam Muḥammad Yūsuf Farḥāt) o Mariam Farahat, coneguda popularment com a Umm Nidal (àrab: أم نضال, Umm Niḍāl, literalment ‘mare d'en Nidal’) (Shuja'iyya, 1948 - 17 de març de 2013), va ser una activista islamista palestina i un dels candidats de Hamàs més populars que van sortir elegits a les eleccions legislatives palestines de 2006. Umm Nidal va enviar tres dels seus sis fills a missions suïcides de Hamàs contra Israel.
Mariam Farahat va esdevenir famosa després que aparegués filmada preparant, amb actitud de joia i d'alegria, el seu fill de disset anys Muhammad Farhat per a l'atac suïcida contra civils israelians que va tenir lloc el març del 2002. Després d'haver aconseguit entrar a l'assentament jueu d'Atzmona, Muhammad Farhat va disparar contra els alumnes i va llençar granades contra l'escola on estudiaven, amb un resultat de cinc adolescents morts i vint-i-tres més de ferits; al final, Farhat va morir a trets. Quan va sentir la notícia de la mort del seu fill, Mariam ho va celebrar cridant «Allahu Akbar!» i repartint capses de halva i xocolata.
El seu fill gran Nidal fou mort el febrer del 2003 quan s'estava preparant per al seu atac contra els israelians, i un tercer fill Rawad va morir arran d'un atac aeri israelià duent el seu llançamíssils Qassam; els altres tres fills encara són vius.
En una entrevista publicada tant al setmanari arabo-israelià Kul al-Arab i al diari londinenc en àrab Al-Quds al-Arabi, Umm Nidal va reiterar que allò que ella denomina «martiri» (xahada, l'acte de gihad) és la més noble acció i un dels principis bàsics de l'islam.

En una entrevista difosa per Dream2 TV el 21 de desembre del 2005, va dir:
«Protegeixo els meus fills de desobeir Déu, o d'escollir un camí que no plagui a Déu. Això és el que temo per als meus fills. Però el sacrifici, gihad en nom de Déu, o dur a terme el seu deure — això em fa feliç.
No hi ha cap diferència entre operacions contra civils o contra soldats. Aquesta és la llei religiosa de l'islam. No m'invento pas res. Jo en això segueixo la llei religiosa de l'islam. Un musulmà sempre va amb molta cura de no matar un innocent perquè sap que llavors es condemnarà a les penes eternes de l'Infern. Però la qüestió no resulta pas tan senzilla. Ens basem en la llei religiosa de l'islam quan diem que no hi ha cap prohibició de matar aquella gent.
La paraula “pau” no significa pas el tipus de pau que vivim. Aquesta pau és, de fet, una rendició i una vergonya. Pau significa l'alliberament de tot Palestina, des del riu Jordà fins a la costa del Mediterrani. Quan això s'hagi aconseguit, si volen la pau, hi estarem preparats. Han de viure sota la bandera d'un estat islàmic. Aquest és el futur de Palestina per al qual lluitem.»

## Reaccions
El 29 de juny del 2002, el professor Sari Nusseibeh va declarar en una entrevista a Al-Jazeera amb Umm Nidal:
«Quan sento les paraules d'Umm Nidal, recordo el hadit que estableix que “El Paradís es troba sota els peus de les mares”.»